# Pila de combustible d'òxid sòlid

Esquema d'una pila de combustible d'òxid sòlid

Una pila de combustible d'òxid sòlid (o SOFC) és un dispositiu de conversió electroquímica que produeix electricitat directament a partir de l'oxidació d'un combustible. Les piles de combustible es caracteritzen pel seu material electròlit; el SOFC té un òxid sòlid o electròlit ceràmic.
Els avantatges d'aquesta classe de piles de combustible inclouen una alta eficiència combinada de calor i energia, estabilitat a llarg termini, flexibilitat del combustible, baixes emissions i un cost relativament baix. El major desavantatge és l'elevada temperatura de funcionament que es tradueix en temps d'arrencada més llargs i problemes de compatibilitat mecànica i química.

## Introducció
Les piles de combustible d'òxid sòlid són una classe de piles de combustible caracteritzades per l'ús d'un material d'òxid sòlid com a electròlit. Els SOFC utilitzen un electròlit d'òxid sòlid per conduir ions d'oxigen negatius des del càtode fins a l'ànode. L'oxidació electroquímica de l'hidrogen, monòxid de carboni o altres intermedis orgànics per part dels ions d'oxigen es produeix així al costat de l'ànode. Més recentment, s'estan desenvolupant SOFC conductors de protons (PC-SOFC) que transporten protons en lloc d'ions d'oxigen a través de l'electròlit amb l'avantatge de poder funcionar a temperatures més baixes que els SOFC tradicionals.
Funcionen a temperatures molt elevades, normalment entre 600 i 1.000 °C. A aquestes temperatures, els SOFC no requereixen catalitzadors de metalls del grup del platí cars, com és necessari actualment per a les piles de combustible de baixa temperatura com les PEMFC, i no són vulnerables a l'enverinament del catalitzador de monòxid de carboni. No obstant això, la vulnerabilitat a la intoxicació per sofre s'ha observat àmpliament i el sofre s'ha d'eliminar abans d'entrar a la cèl·lula. Per als combustibles de menor qualitat, com la biomassa gasificada, el carbó o el biogàs, el processament del combustible es fa cada cop més complex i, en conseqüència, més car. El procés de gasificació, que transforma la matèria primera en un estat gasós adequat per a les piles de combustible, pot generar quantitats importants de compostos aromàtics. Aquests compostos inclouen molècules més petites com el metà i el toluè, així com compostos d'hidrocarburs poliaromàtics i de cadena curta més grans. Aquestes substàncies poden provocar l'acumulació de carboni als SOFC. A més, les despeses associades a la reforma i la desulfuració són comparables en magnitud al cost de la pròpia pila de combustible. Aquests factors esdevenen especialment crítics per als sistemes amb menor potència de sortida o majors requisits de portabilitat.
Les piles de combustible d'òxid sòlid tenen una gran varietat d'aplicacions, des de l'ús com a unitats d'energia auxiliar en vehicles fins a la generació d'energia estacionària amb sortides de 100 W a 2 MW. L'any 2009, l'empresa australiana Ceramic Fuel Cells va aconseguir amb èxit una eficiència d'un dispositiu SOFC fins a la marca prèviament teòrica del 60%. La temperatura de funcionament més alta fa que els SOFC siguin candidats adequats per a l'aplicació amb dispositius de recuperació d'energia de motors tèrmics o combinació de calor i potència, la qual cosa augmenta encara més l'eficiència global del combustible.
A causa d'aquestes altes temperatures, els combustibles d'hidrocarburs lleugers, com el metà, el propà i el butà, es poden reformar internament dins de l'ànode. Els SOFC també es poden alimentar mitjançant la reforma externa d'hidrocarburs més pesats, com ara la gasolina, el dièsel, el combustible per a avions (JP-8) o els biocombustibles. Aquests reformats són mescles d'hidrogen, monòxid de carboni, diòxid de carboni, vapor i metà, formades fent reaccionar els combustibles d'hidrocarburs amb aire o vapor en un dispositiu aigües amunt de l'ànode SOFC. Els sistemes d'alimentació SOFC poden augmentar l'eficiència mitjançant l'ús de la calor que emet l'oxidació electroquímica exotèrmica dins de la pila de combustible per al procés de reforma endotèrmica de vapor. A més, els combustibles sòlids com el carbó i la biomassa es poden gasificar per formar gas de síntesi que és adequat per alimentar SOFC en cicles d'energia de pila de combustible de gasificació integrada.
L'expansió tèrmica requereix un procés de calefacció uniforme i ben regulat a l'inici. Les piles SOFC amb geometria plana requereixen de l'ordre d'una hora per escalfar-se a la temperatura de funcionament. Les geometries de disseny de piles de combustible microtubulars prometen temps d'arrencada molt més ràpids, normalment de l'ordre de minuts.
A diferència de la majoria dels altres tipus de piles de combustible, els SOFC poden tenir múltiples geometries. La geometria de disseny de cel·les de combustible planar és la típica geometria de tipus sandvitx emprada per la majoria de tipus de piles de combustible, on l'electròlit s'intercala entre els elèctrodes. Els SOFC també es poden fer en geometries tubulars on l'aire o el combustible passa per l'interior del tub i l'altre gas passa per l'exterior del tub. El disseny tubular és avantatjós perquè és molt més fàcil segellar l'aire del combustible. El rendiment del disseny pla és actualment millor que el rendiment del disseny tubular, però, perquè el disseny pla té una resistència més baixa comparativament. Altres geometries de SOFC inclouen dissenys de pila de combustible planar modificats (MPC o MPSOFC), on una estructura en forma d'ona substitueix la configuració plana tradicional de la cèl·lula plana. Aquests dissenys són molt prometedors perquè comparteixen els avantatges tant de cèl·lules planars (baixa resistència) com de cèl·lules tubulars.

Secció transversal de tres capes ceràmiques d'un SOFC tubular. De l'interior a l'exterior: càtode porós, electròlit dens, ànode porós

## Funcionament
Una pila de combustible d'òxid sòlid està formada per quatre capes, tres de les quals són ceràmiques (d'aquí el nom). Una sola cel·la que consta d'aquestes quatre capes apilades sol tenir uns pocs mil·límetres de gruix. Centenars d'aquestes cèl·lules es connecten en sèrie per formar el que la majoria de la gent es refereix com a "pila SOFC". Les ceràmiques utilitzades en els SOFC no esdevenen elèctrica i iònicament actives fins que arriben a una temperatura molt elevada i, com a conseqüència, les piles han de funcionar a temperatures que oscil·len entre els 500 i els 1.000 °C. La reducció de l'oxigen en ions d'oxigen es produeix al càtode. Aquests ions es poden difondre a través de l'electròlit d'òxid sòlid fins a l'ànode on poden oxidar electroquímicament el combustible. En aquesta reacció, es desprèn un subproducte d'aigua i dos electrons. Aquests electrons flueixen a través d'un circuit extern on poden fer feina. Aleshores, el cicle es repeteix a mesura que aquests electrons entren de nou al material del càtode.